# Ambilly
Ambilly este o comună în departamentul Haute-Savoie din sud-estul Franței. În 2009 avea o populație de 5.881 de locuitori.

## Evoluția populației
| An        | 1975  | 1982  | 1990  | 1999  | 2006  | 2009  |
| --------- | ----- | ----- | ----- | ----- | ----- | ----- |
| Populație | 5.582 | 5.224 | 5.904 | 5.808 | 5.728 | 5.881 |